# Edital de repulsão de embarcações estrangeiras
Edital de repulsão de embarcações estrangeiras (异国船打払令, Ikokusen Uchiharairei) foi uma lei imposta pelo shogunato Tokugawa em 1825. A lei impunha que qualquer navio estrangeiro fosse expulso das águas japonesas. Um exemplo de aplicação da lei é o incidente de Morrison em 1837, quando um navio mercante americano que transportava cidadãos japoneses foi bombardeado e forçado a sair. A lei foi revogada em 1842.